# Neil Brown Jr.

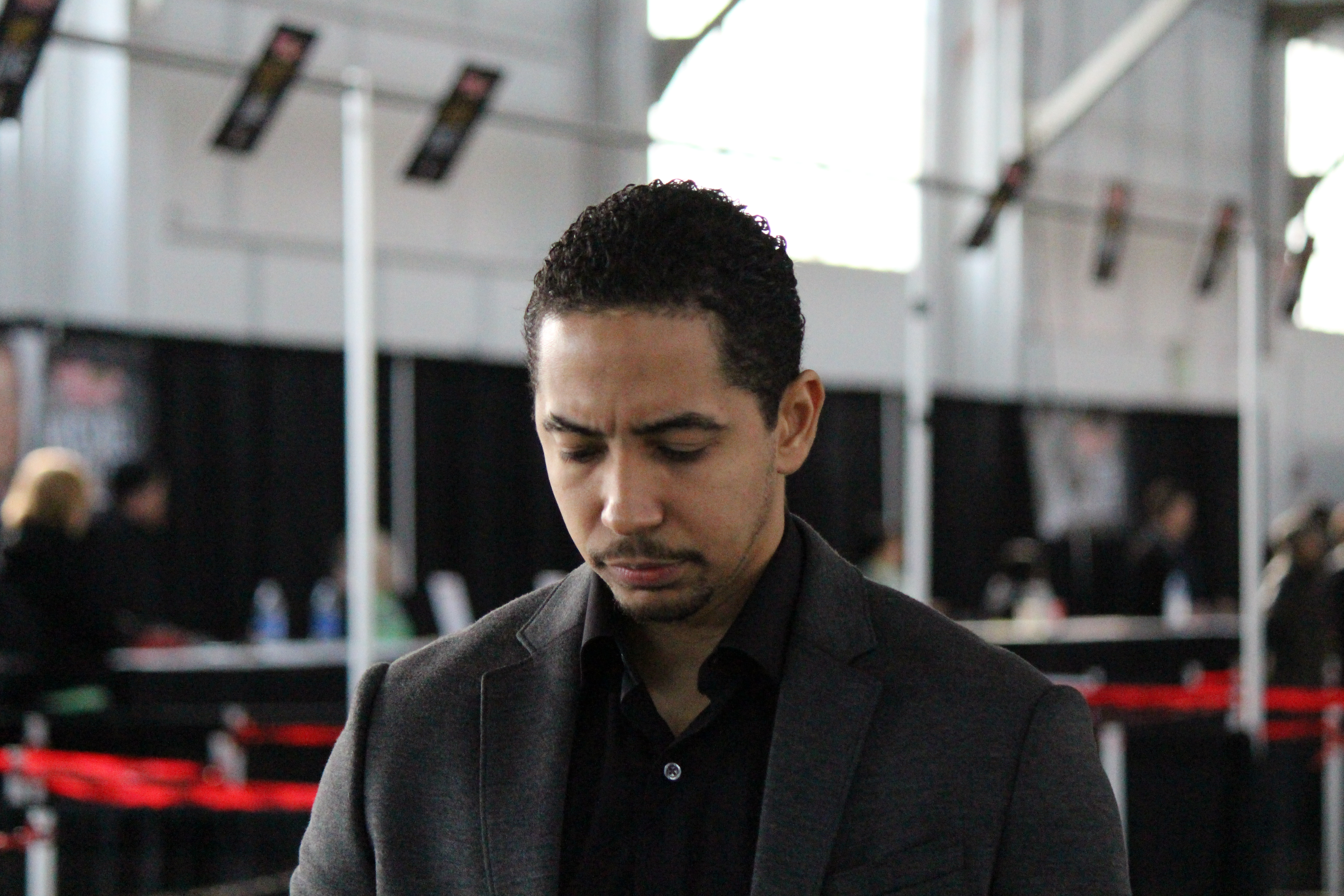
Neil Brown Jr. (2015)

Cornelius C. „Neil“ Brown Jr. (* 19. Juni 1980 in Orlando, Florida) ist ein US-amerikanischer Schauspieler. Bekanntheit erlangte er vor allem durch seine Rollen aus Straight Outta Compton und SEAL Team.

## Leben und Karriere
Neil Brown Jr. wurde als Sohn eines US-Marines und einer Versicherungsangestellten in Orlando, im Bundesstaat Florida, geboren. Er ist teilweise italienischer Abstammung. Das Viertel, in dem die Familie lebte, war durch Kriminalität geprägt. Um möglichen Übergriffen, auch aufgrund seiner im Vergleich zur restlichen lokalen Bevölkerung, hellen Hautfarbe vorzubeugen, brachte ihn sein Vater frühzeitig in Kontakt mit Kampfsportarten wie Karate. Der Sport wurde ein wichtiger Bestandteil seines Lebens, unter anderem konnte er mehrere Auszeichnungen gewinnen. Bereits während der Grundschulzeit begann Brown mit dem Schreiben von Geschichten. Sein Schauspieltalent wurde entdeckt, als er 1995 als Teenager wegen seiner Kampfkünste in einer Episode der Serie WMAC Masters besetzt wurde. Dies ermöglichte ihm den Einstieg in das Schauspielgeschäft. 1998 schloss er die Oak Ridge Highschool in seiner Heimatstadt ab.
Nach Gastauftritten in den Serien Second Noah und Emergency Room – Die Notaufnahme, wurde Brown Jr. 2000 als Kearns im Kriegsdrama Tigerland besetzt. 2003 wurde er in einer Nebenrolle im Thriller Out of Time – Sein Gegner ist die Zeit besetzt. Nach Gastauftritten in Surface – Unheimliche Tiefe, South Beach, Alle hassen Chris und Army Wives, war Brown 2008 als Aarcn im Actionfilm The Fighters zu sehen. Ein Jahr darauf übernahm er als Malik eine Nebenrolle in der Actionverfilmung Fast & Furious – Neues Modell. Originalteile. 2011 trat Brown als Richard Guerrero im Science-Fiction-Film World Invasion: Battle Los Angeles auf. Seit 2010 war er unter anderem in den Serien The Walking Dead, Harry’s Law, Castle, Heroic Daze, Weeds – Kleine Deals unter Nachbarn, Suits, Navy CIS, Navy CIS: L.A. und CSI: Cyber in Gastrollen zu sehen.
In der 2015 veröffentlichten Filmbiografie Straight Outta Compton verkörperte Brown Jr. den realexistierenden Rapper DJ Yella. 2016 übernahm er als Det. Estevez eine Nebenrolle in der ersten Staffel der Serie Dirk Gentlys holistische Detektei. Ebenfalls ab 2016 war er wiederkehrend als Chad Kerr in der Serie Insecure zu sehen. Ein Jahr darauf war er als Cpl. Enzo in einer Nebenrolle im Kriegsdrama Sand Castle zu sehen und trat zudem in der Filmkomödie Naked auf. Außerdem wurde als Raymond Perry in einer Hauptrolle in der Serie SEAL Team besetzt, in der er seitdem zu sehen ist. 2018 stellte Brown Jr. im Kriminalfilm City of Lies in einer Nebenrolle die Figur Rafael Perez dar.

## Persönliches
Brown Jr. ist seit dem Jahr 2000 mit Catrina Robinson Brown verheiratet. Sie sind Eltern von zwei Söhnen und leben in Los Angeles. Die gespaltene Augenbraue auf seiner rechten Gesichtshälfte ist Ergebnis eines Autounfalls, den er im Alter von vier Jahren nahezu unverletzt überstand.

## Filmografie (Auswahl)
- 1995: WMAC Masters (Fernsehserie, Episode 1x03)
- 1996: Second Noah (Fernsehserie, Episode 2x02)
- 1997: Emergency Room – Die Notaufnahme (ER, Fernsehserie, Episode 5x16)
- 2000: Tigerland
- 2000: Was geht, Noah? (Noah Knows Best, Fernsehserie, Episode 1x03)
- 2001: Sheena (Fernsehserie, 2 Episoden)
- 2002: Resurrection Blvd. (Fernsehserie, Episode 3x01)
- 2002: Birds of Prey (Fernsehserie, Episode 1x02)
- 2002: MDs (Fernsehserie, Episode 1x09)
- 2003: Out of Time – Sein Gegner ist die Zeit (Out of Time)
- 2004: Mr. 3000
- 2004: Back by Midnight
- 2006: Surface – Unheimliche Tiefe (Surface, Fernsehserie, Episode 1x11)
- 2006: South Beach (Fernsehserie, 4 Episoden)
- 2006: Alle hassen Chris (Everybody Hates Chris, Fernsehserie, Episode 1x14)
- 2006: Dinge, die von Bäumen hängen (Things That Hang from Trees)
- 2006: The Jake Effect (Fernsehserie, Episode 1x01)
- 2008: The Fighters (Never Back Down)
- 2008: Army Wives (Fernsehserie, Episode 2x06)
- 2009: Fast & Furious – Neues Modell. Originalteile. (Fast & Furious)
- 2009: Just Another Day
- 2009: Fear Clinic (Fernsehserie, Episode 1x05)
- 2009: Scare Zone
- 2010: The Walking Dead (Fernsehserie, Episode 1x04)
- 2011: Harry’s Law (Fernsehserie, Episode 1x05)
- 2011: World Invasion: Battle Los Angeles (Battle: Los Angeles)
- 2011–2013: Suits (Fernsehserie, 3 Episoden)
- 2012: Castle (Fernsehserie, Episode 4x18)
- 2012: Borderline Coyotes (Fernsehserie, 2 Episoden)
- 2012: Heroic Daze (Fernsehserie, 2 Episoden)
- 2012: Weeds – Kleine Deals unter Nachbarn (Weeds, Fernsehserie, Episode 8x01)
- 2013: Navy CIS (NCIS, Fernsehserie, Episode 10x23)
- 2014: Navy CIS: L.A. (NCIS: Los Angeles, Fernsehserie, Episode 5x17)
- 2015: Böses Blut (Bad Blood)
- 2015: CSI: Cyber (Fernsehserie, Episode 1x12)
- 2015: All in or Nothing
- 2015: Straight Outta Compton
- 2016: Dirk Gentlys holistische Detektei (Dirk Gently’s Holistic Detective Agency, Fernsehserie, 8 Episoden)
- 2016–2021: Insecure (Fernsehserie, 15 Episoden)
- 2017: Family Guy (Fernsehserie, Episode 15x16, Stimme)
- 2017: Pope
- 2017: Sand Castle
- 2017: Naked
- 2017: American Dad (Fernsehserie, Episode 12x19, Stimme)
- 2017–2024: SEAL Team (Fernsehserie)
- 2018: Lawless Rang
- 2018: City of Lies
- 2019: Bayou Tales
- 2021: Last Night in Rozzie
- 2024: Bel-Air (Fernsehserie, 1 Episode)